# 55年夫妻
『55年夫妻』（55ねんふさい、原題：Mr. & Mrs. '55）は、1955年に公開されたインドのロマンティック・コメディ映画。グル・ダットが監督・主演を務め、マドゥバーラー、ラリター・パーワル、ジョニー・ウォーカー、ジャグディープが出演している。R・K・ラクシュマンによる漫画版が発売されている。

## キャスト
- プリータム・クマール - グル・ダット
- アニータ・ヴァルマ - マドゥバーラー（英語版）
- シータ・デヴィ - ラリター・パーワル（英語版）
- ジョニー - ジョニー・ウォーカー（英語版）
- ジュリー - ヤスミン
- プリータムの義姉 - クムクム（英語版）
- リリー・デシルヴァ - トゥン・トゥン（英語版）
- 歌手 - ククー・モレイ（英語版）
- ラメシュ - アル・ナーシル
- プリータムのボス - ビル・サクジャ
- 裁判官 - モニ・チャテルジー
- 医師 - チャンドラシェーカル・ドゥベー（英語版）